# Élimination Ei
Une élimination Ei (élimination interne) est un type spécial de réaction d'élimination en chimie organique, dans laquelle deux substituants vicinaux d'un alcane partent simultanément en une étape pour former un alcène, par élimination syn. Dans une élimination classique, cette réaction impliquerait une base ou dans de nombreux cas impliqueraient des intermédiaires chargés. Ce mécanisme réactionnel est souvent présent lors des  pyrolyses.
On peut citer comme exemples impliquant ce type d'élimination la réaction de Burgess, l'élimination de Hofmann (avec certains substrats ayant un encombrement stérique), l'élimination de Cope et la pyrolyse d'ester.  